# Боготол
Богото́л — город (с 1911) в Красноярском крае России, административный центр Боготольского района, одноимённая станция Красноярской железной дороги.
Разница во времени между Москвой и Боготолом составляет +4 часа 00 минут
В рамках административно-территориального устройства является краевым городом. В рамках муниципального устройства образует муниципальное образование город Боготол со статусом городского округа как единственный населённый пункт в его составе.

## География
Расположен на Транссибирской магистрали в 252 км к западу от Красноярска, в 6 км к северу от реки Чулым в Ачинской лесостепи по обе стороны от железной дороги.
Рельеф местности выражен слабохолмистыми формами, падение рельефа наблюдается к северо- и юго-востоку. Фактором, препятствующим росту города, является значительная заболоченность и залегание бурых углей. Застроенная часть территории составляет 524 гектара.
Представляя собой крупную железнодорожную станцию, Боготол является городом краевого подчинения и районным центром Красноярского края. Основные внешние автомобильные связи осуществляются по трассам федерального значения «Сибирь» Р255 и краевого значения «Боготол—Тюхтет».

## Происхождение названия
Существует две версии происхождения названия города Боготол:
1. С тюркского языка «Боготол» означает «малая долина».
2. С кетского языка «Боготу» — название родовой группы кетов, а «ул» — «река», то есть «поселение у реки» [5].

## История

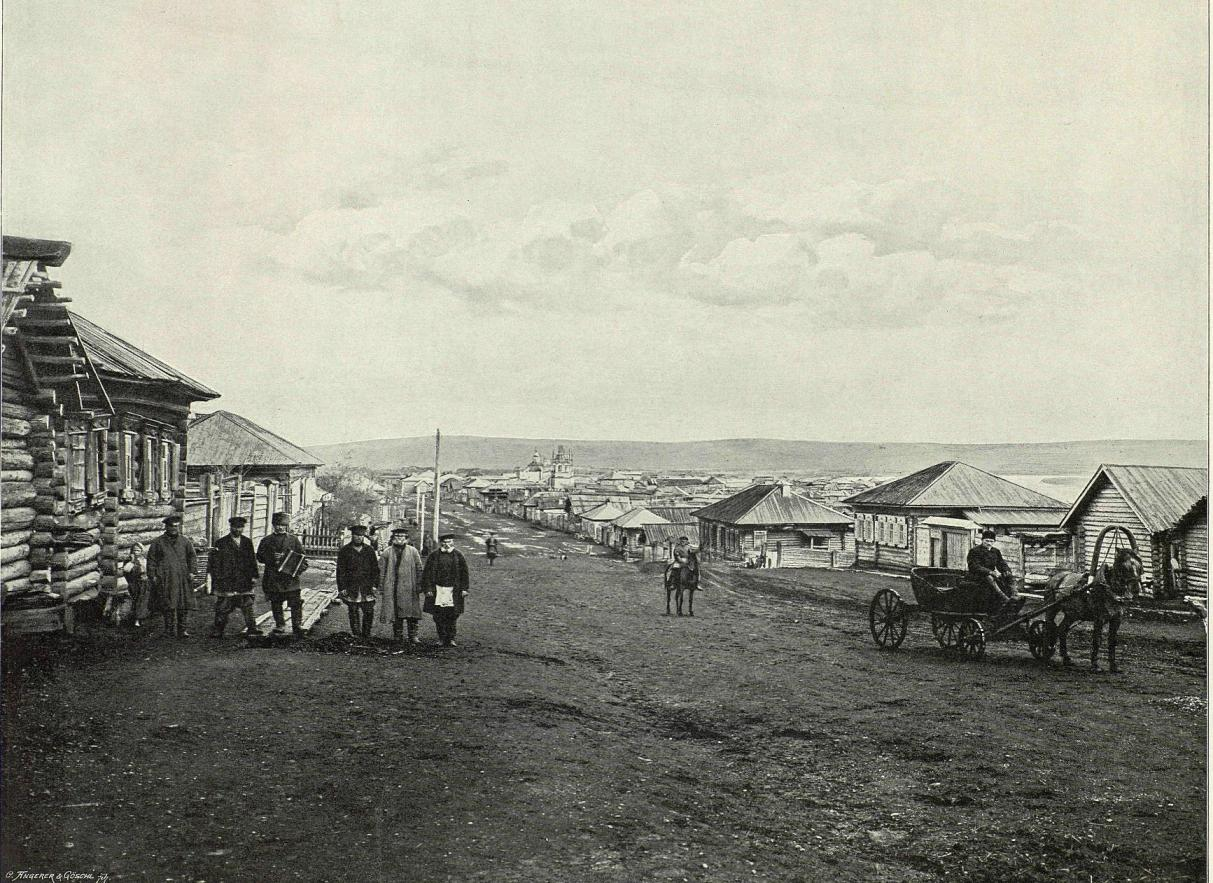
Село Боготол в 1899 году

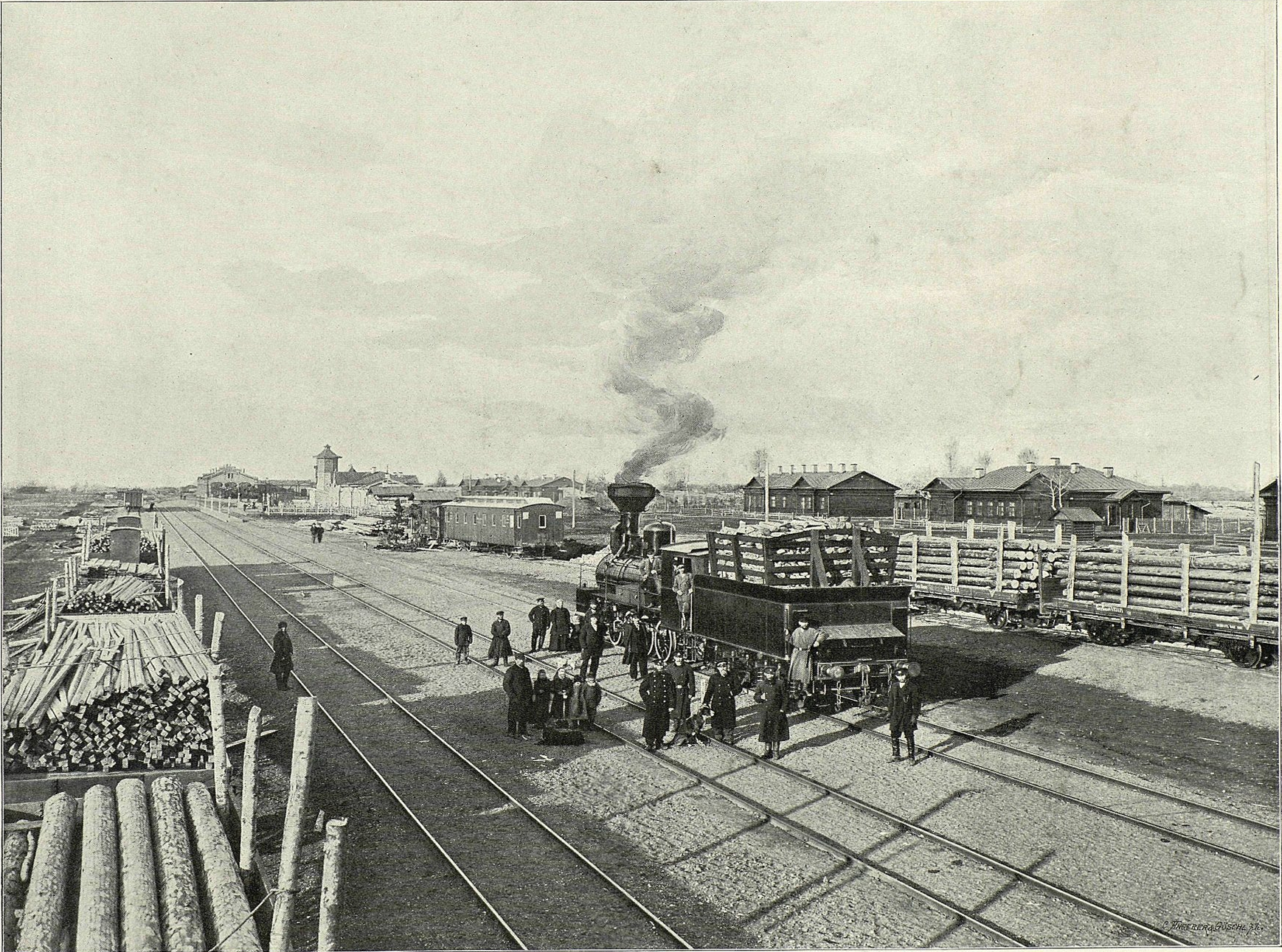
Общий вид станции Боготол. Конец XIX века.

В конце 1760-х — начале 1770-х годов по зимовьям у реки Косульки, Чёрной речки, а также на станциях Боготольской и Ачинской поселили шесть партий ссыльных. В общей сложности во второй половине XVIII века на станции Боготольской было размещено 459 человек. В 1782 году в волостном центре селе Боготол числилось 2009 жителей.

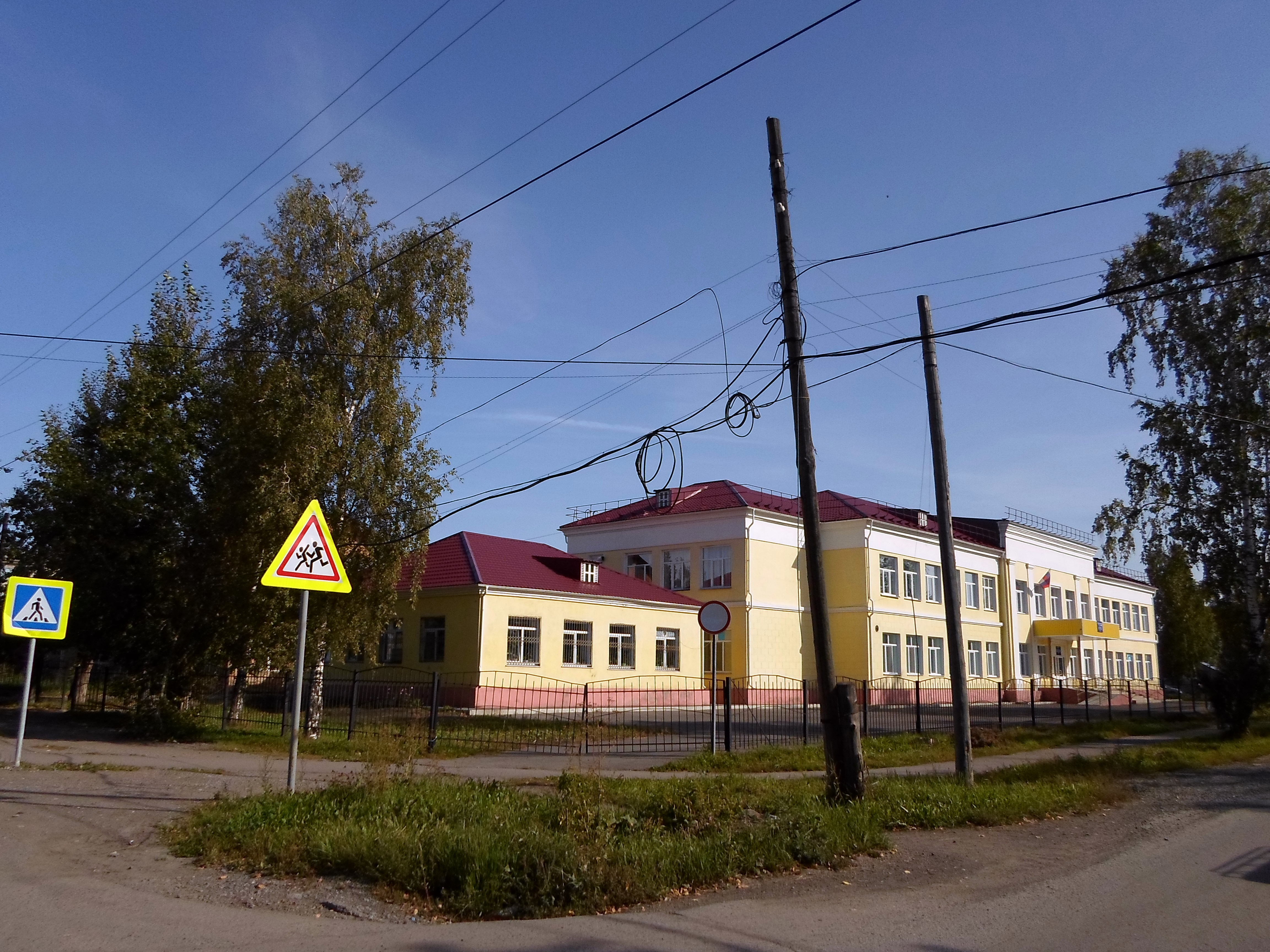
Боготол, средняя школа № 4

Становление и развитие Боготола во многом связано с гужевым Московско-Сибирским трактом, а также с Сибирской железнодорожной магистралью. Старый Боготол был крупным притрактовым селом, о котором, например, упоминает в своих путевых записках Н.А. Радищев в 1791 году. Удачное расположение позволило селу со временем стать значимым торговым центром округа, а при строительстве в 1890-х годах железной дороги, в Боготоле была образована железнодорожная станция. Станция была построена на 481 версте Средне-Сибирской железной дороги и являлась одной из главных перевалочных станция между Красноярском и Тайгой — здесь располагались службы тяги, движения, ремонта пути.
Основание
Современный город основан в 1893 году как посёлок при железнодорожной станции на Транссибе с крупными путейскими мастерскими. Было построено паровозное депо на 6 паровозов, водоподъёмное здание и 14 жилых домов для обслуживающего персонала, также была построена церковь и школа. По рекомендации председателя Совета Министров царской России,П. А. Столыпина, совершавшего  двухнедельную поездку по Сибири, в 1911 году город Боготол был преобразован в заштатный город и административный центр Боготольской волости бывшего Мариинского уезда Томской губернии. В 1925 году город включён как районный центр в состав Ачинского округа.
Первым головой городской Думы был назначен отставной зауряд-прапорщик Никодим Антонович Трегубович, двоюродный дед советского кинорежиссёра В. И. Трегубовича.
Известный революционер Киров, Сергей Миронович дважды побывал в Боготоле: в 1905 и 1906 гг.. При его непосредственном участии в депо был организован выпуск подпольной газеты и создан первый рабочий совет. Одна из центральных улиц города носит его имя.
День города
День города отмечается 12 июня. Первый день города был 6 августа 1893 года.

## Местное самоуправление
Боготольский городской Совет депутатов VI созыва
Дата формирования: 18.09.2020. Срок полномочий: 5 лет
Председатель
- Рябченок Александр Михайлович

Глава города Боготола
- Байков Александр Васильевич. Срок полномочий: 2025 - 2030 гг.

## Символика
3 июля 2008 решением Боготольского городского Совета (№ 14-367) утверждён флаг и новый герб города.
Геральдическое описание герба городского поселка Боготола
«В червлёном поле на зелёной оконечности восстающий серебряный единорог с золотыми глазами, рогом и копытами, ударяющий левым передним копытом в обод поставленного справа внизу золотого колеса».
Герб город Боготола в соответствии с Методическими рекомендациями по разработке и использованию официальных символов муниципальных образований (Раздел 2, Глава VIII, п.п. 45-46), утверждёнными геральдическим Советом при Президенте Российской Федерации 28.06.2006 года может воспроизводиться со статусной короной установленного образца.
Обоснование символики герба города
Становление и развитие Боготола во многом связано с Московско-Сибирским трактом, а также с Сибирской железнодорожной магистралью. Старый Боготол был крупным притрактовым селом. Удачное расположение позволило селу со временем стать значимым торговым центром округа, а при строительстве в 1890-х годах железной дороги в Боготоле была образована железнодорожная станция.
Современный Боготол — один из крупных железнодорожных узлов Красноярского края, здесь расположены многочисленные службы железной дороги: локомотивное депо, вагонное депо, дистанция пути, дистанция связи, участок энергоснабжения.
Боготол — молодой, динамично развивающийся город. Девизом местных жителей стала фраза: «Боготольцы верят в будущее развитие города и России».
Фигуры герба отражают особенности города
- Единорог — исторический символ, использовавшийся ещё на печати Красноярского острога в 1644 году, подчёркивает особую роль Боготола в жизни Красноярского края. Единорог, опирающийся на колесо, символизирует важность Боготольского транспортного узла для экономики всего края. Единорог — традиционный символ силы и непобедимости, процветания, благоденствия, животворной энергии.
- Колесо — символ движения вперёд, развития, неутомимости; в гербе города также символизирует транспортный узел.
- Золото — символ уважения, интеллекта, богатства, стабильности.
- Серебро — символ чистоты, совершенства, мира и взаимопонимания.
- Червлёный (красный) цвет — символ мужества, силы, труда, красоты.
- Зелёный цвет — символ природы, здоровья, жизненного роста; в гербе города подчёркивает плодородие боготольской земли.

## Население
| 1782    | 1911    | 1917    | 1926    | 1931    | 1939    | 1959    | 1963    | 1967    | 1968    | 1970    | 1975    |
| ------- | ------- | ------- | ------- | ------- | ------- | ------- | ------- | ------- | ------- | ------- | ------- |
| 2009    | ↗5900   | ↗6700   | ↗8300   | ↗13 100 | ↗25 920 | ↗30 894 | ↘29 900 | ↘29 000 | ↘28 100 | ↗29 272 | ↗30 100 |
| 1979    | 1989    | 1992    | 1996    | 1998    | 2000    | 2001    | 2002    | 2003    | 2005    | 2006    | 2007    |
| ↘28 230 | ↘27 752 | ↘27 300 | ↘26 500 | ↘26 200 | ↘25 500 | ↘25 200 | ↘24 369 | ↗24 400 | ↘23 200 | ↘22 700 | ↘22 300 |
| 2008    | 2009    | 2010    | 2011    | 2012    | 2013    | 2014    | 2015    | 2016    | 2017    | 2018    | 2019    |
| ↘22 000 | ↘21 670 | ↘21 051 | ↘21 000 | ↘20 841 | ↗20 855 | ↘20 717 | ↘20 545 | ↘20 477 | ↘20 245 | ↘20 020 | ↘19 819 |
| 2020    | 2021    |         |         |         |         |         |         |         |         |         |         |
| ↘19 576 | ↘18 206 |         |         |         |         |         |         |         |         |         |         |

На 1 января 2025 года по численности населения город находился на 719-м месте из 1124 городов Российской Федерации.

## Промышленность

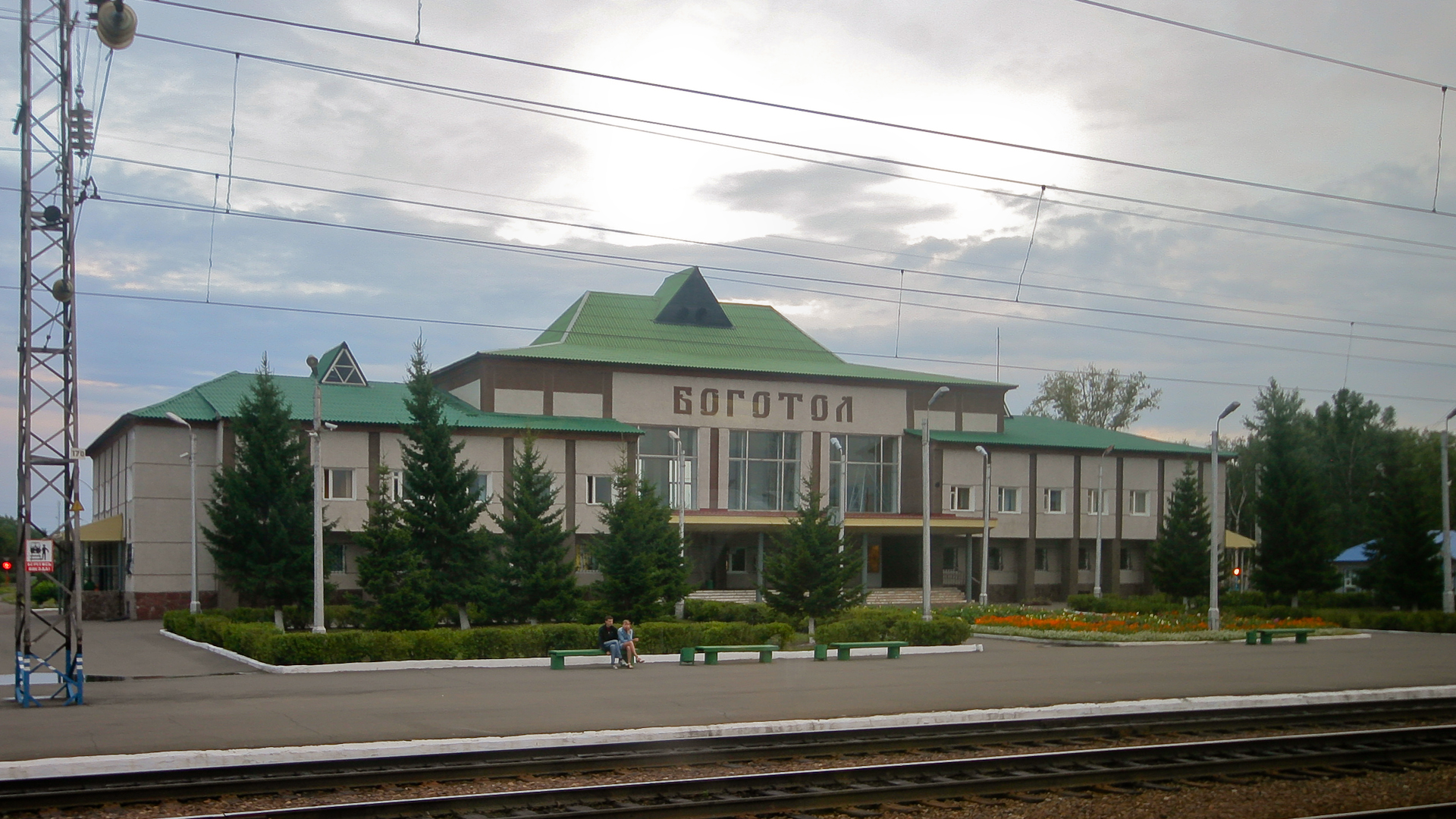
Железнодорожная станция «Боготол»

- Производственный участок Боготол-Сибирский (ТРПУ-11);
- Сервисное локомотивное депо "Боготол-Сибирский" филиала "Красноярский" ООО «ЛокоТех-Сервис» (СЛД-75);
- Эксплуатационное локомотивное депо Боготол (ТЧЭ-1);
- Боготольская дистанция пути (ПЧ-1);
- Эксплуатационное вагонное депо Боготол (ВЧДЭ-1);
- Боготольский вагоноремонтный завод;
- Завод слесарного монтажного инструмента (завод «Боготольский инструмент») — крупнейшее в отрасли инструментальное предприятие;
- Боготол, будучи центром хлеборобного района, выращивает и перерабатывает сельскохозяйственную продукцию.

## Люди, связанные с Боготолом
- Абакумов, Дмитрий Филиппович — Герой Социалистического Труда.
- Акимов, Алексей Васильевич — Герой Социалистического Труда.
- Антонов, Леонид Иванович. Архивировано из оригинала 22 декабря 2015 года. — педагог, писатель, Почётный гражданин города Боготола.
- Горбачёв, Вениамин Яковлевич — Герой Советского Союза.
- Иноземцев, Михаил Иванович — герой Великой Отечественной войны, полный кавалер ордена Славы.
- Красников Петр Трифонович — участник Великой Отечественной войны, награждён орденом «Красное Знамя».
- Лисавенко, Михаил Афанасьевич — Герой Социалистического Труда, академик ВАСХНИЛ.
- Меньшиков, Леонид Емельянович — Герой Советского Союза.
- Никольский, Николай Порфирьевич (1911—1973) — начальник Западно-Сибирской железной дороги, Герой Социалистического Труда (1959), Почётный железнодорожник СССР.
- Пахомов, Григорий Федорович — Герой Советского Союза.
- Тарасенко, Андрей Викторович — чемпион мира по пауэрлифтингу.
- Толстихин, Алексей Иванович — герой Великой Отечественной войны, полный кавалер ордена солдатской Славы.
- Трегубович, Виктор Иванович — кинорежиссёр, народный артист РСФСР.
- Шикунов, Николай Павлович — Герой Советского Союза.
- Наумова-Широких, Вера Николаевна — заведующая Научной библиотекой Томского университета, Герой Труда.
- Легендарный святой старец Феодор Кузьмич проживал на боготольской земле с 1837 по 1858 гг.
- Ячменёв, Григорий Егорович — Герой Советского Союза.